# سيرا (هيروشيما)
سيرا هي مدينة تقع في  محافظة هيروشيما، اليابان. تبلغ مساحة هذه المدينة 278.29 (كم²)، ويبلغ عدد سكانها 19,213  نسمة حسب إحصاء سنة 2004.